# À la recherche de Vivian Maier
Pour plus de détails, voir Fiche technique et Distribution.
À la recherche de Vivian Maier (Finding Vivian Maier) est un film documentaire américain réalisé par John Maloof et Charlie Siskel, et sorti en 2013.
Ce documentaire est une biographie de la photographe Vivian Maier par le découvreur de son travail, John Maloof.

## Synopsis
Vivian Maier est durant toute sa vie une nounou, photographe de rue (mais pas seulement) obsessionnelle ne se séparant jamais de son Rolleiflex, qui n'a jamais dévoilé son travail, accumulant dans des cartons plus de cent-cinquante-mille clichés dont beaucoup restés à l'état de négatifs. Elle meurt sans famille à l'âge de 83 ans en 2009. Des collectionneurs américains mettent la main sur son travail dans des ventes aux enchères à partir de 2007, sans dans un premier temps en savoir plus que son nom. Ils commencent à diffuser ses photos après son décès, et dès lors, Vivian Maier devient célèbre dans le monde entier, faisant l'objet grâce à la qualité de son travail, d'expositions, d'ouvrages écrits, et donc de ce film, conçu et réalisé par un des collectionneurs, John Maloof, littéralement à la recherche de la vie de cette photographe si talentueuse née en 1926, dont on ne savait presque rien.

## Fiche technique
- Titre français : À la recherche de Vivian Maier
- Titre original : Finding Vivian Maier
- Réalisation : John Maloof et Charlie Siskel
- Musique : J. Ralph
- Pays d'origine : États-Unis
- Format : Couleurs - Noir et blanc (images d'archive)
- Genre : Film documentaire, Film biographique
- Durée : 83 minutes
- Date de sortie :
  - France : 2 juillet 2014

## Distinctions

### Nominations
- British Academy Film Awards 2015 : meilleur film documentaire
- Oscars du cinéma 2015 : meilleur film documentaire
- Writers Guild of America Awards 2015 : meilleur scénario de film documentaire pour John Maloof et Charlie Siskel